# Zippo
 Zippo  és un encenedor creat per George G. Blaisdell l'any 1932, a Bradford, Pennsilvània.
Sovint el disseny dels encenedors Zippo és rectangular amb una tapa superior amb frontisses. A diferència dels encenedors plàstics que són un sol ús, els encenedors Zippo són recarregables amb una gasolina especial que conté principalment nafta, però funcionen igualment amb qualsevol líquid inflamable com gasolina, querosè, etc., encara que això provoqui desprendiment residus en forma de fum i la flama no sigui homogènia.
Els encenedors Zippo han guanyat popularitat en ser a prova del vent mantenint encesos fins i tot en climes adversos. Es van fer populars a l'exèrcit dels Estats Units, especialment durant la Segona Guerra Mundial i la guerra del Vietnam, on tots els encenedors produïts per la marca es van unir al 'esforç de guerra'. També són coneguts per tenir una garantia de per vida: si un encenedor Zippo es trenca, no importa quan vell sigui ni quants propietaris hagi tingut, la companyia el reemplaçarà o l'arreglarà completament gratis. L'única part de l'encenedor que no té garantia és l'acabat de la carcassa exterior.
La manera com estan construïts fa molt difícil que es pugui extingir la flama bufant o movent-lo. La manera apropiada d'apagar l'encenedor és tancant la tapa superior, que priva a la flama d'oxigen. El tancar ràpidament aquesta tapa produeix un sonor i fàcilment recognoscible so de 'Click' pel qual són coneguts aquests encenedors.
Actualment els preus d'aquests encenedors fluctuen entre els 12,95 $i els 85,00 $ dòlars nord-americans, depenent de com rars siguin i quins materials hagin estat emprats en l'elaboració del producte. El preu més alt pagat per un d'ells va ser de 18.000 ~ en una fira licitacions de Tòquio.

## Història

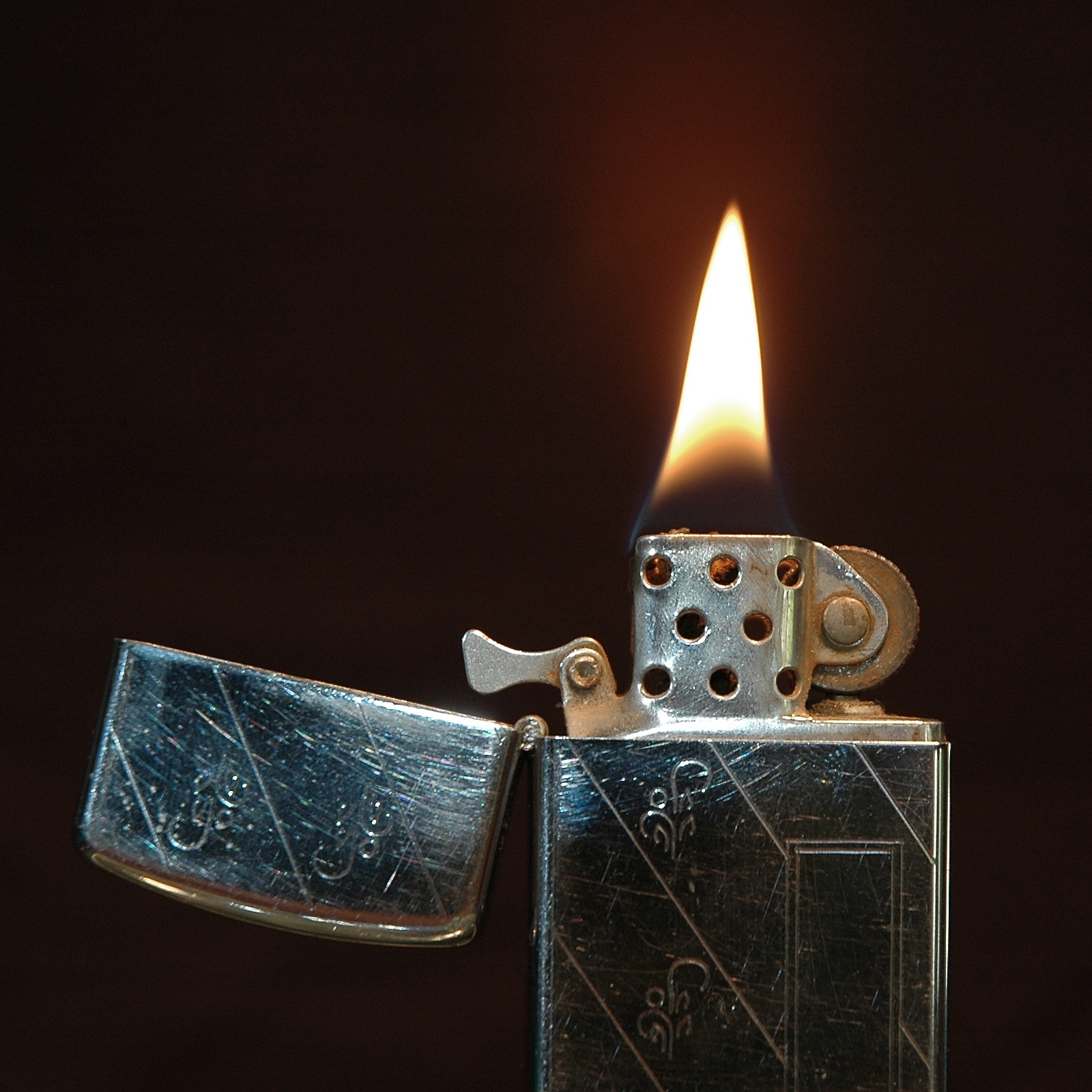
Zippo encès.

George G. Blaisdell va fundar la 'Zippo Manufacturing Company' (ubicada a Bradford, Pennsilvània) el 1932, i va produir el primer encenedor Zippo a principis de 1933, inspirant-se en un encenedor austríac de disseny similar. Va obtenir el seu nom perquè a Blaisdell li agradava el so de la paraula 'zipper' (cremallera), d'acord amb el lloc web de Zippo, i va associar aquest so al que produïa l'encenedor quan aquest es tancava. El 3 de març de 1936, el producte va ser patentat amb el no. 2.032.695.
Des de 1933, més de 400 milions d'encenedors Zippo han estat produïts i s'estima que actualment es produeixen uns 12 milions a l'any. Després de la Segona Guerra Mundial els encenedors van formar part de campanyes de publicitat de companyies tant grans com petites fins als anys 60. Moltes de les primeres campanyes publicitàries de Zippo són obres d'art pintades a mà i així com la tecnologia ha evolucionat, també ho ha fet el disseny i l'acabat dels encenedors Zippo. El mecanisme bàsic d'aquests encenedors s'ha mantingut inalterable.
Els encenedors Zippo en reiterades ocasions han aparegut en el negoci del cinema, sent utilitzats regularment per personatges de diferents pel·lícules com ara Die Hard, Reservoir Dogs, X-Men 2, Dogma, Gran Torino, Perduts, etc. De fet, en totes les pel·lícules del director Quentin Tarantino apareix algun Zippo.
També ha estat usat en el manga "Dengeki Daisy" autor Kyousuke Motomi, en el 3r volum sent usat per la professora Riko.
Zippo recentment ha expandit el seu catàleg de productes incloent una varietat especial d'encenedors multipropòsit, coneguts com a 'Zippo MPL', els que són carregats amb Butano.
Zippo va treure a la venda en el 2008-2009 un escalfador de mans amb una qualitat excepcional, aquest utilitza combustible per a encenedor normal i cap al palmell de la mà, dura fins a 24 hores segons la pàgina. .com/Products/handWarmer.aspx? bhcp = 1 Zippo Hand Warmer
Hi ha un museu anomenat 'Zippo/Case Collector's Club '(Club de col·leccionistes de carcasses Zippo) ubicat a Bradford a l'avinguda Zippo. Aquest edifici de 3 mil metres quadrats conté una varietat de rars i típics encenedors Zippo i és l'únic lloc on es ven la línia completa de productes que ha tret fins al moment la companyia. També conté una enorme col·lecció de carcasses de ganivets.

## Dates de Zippo

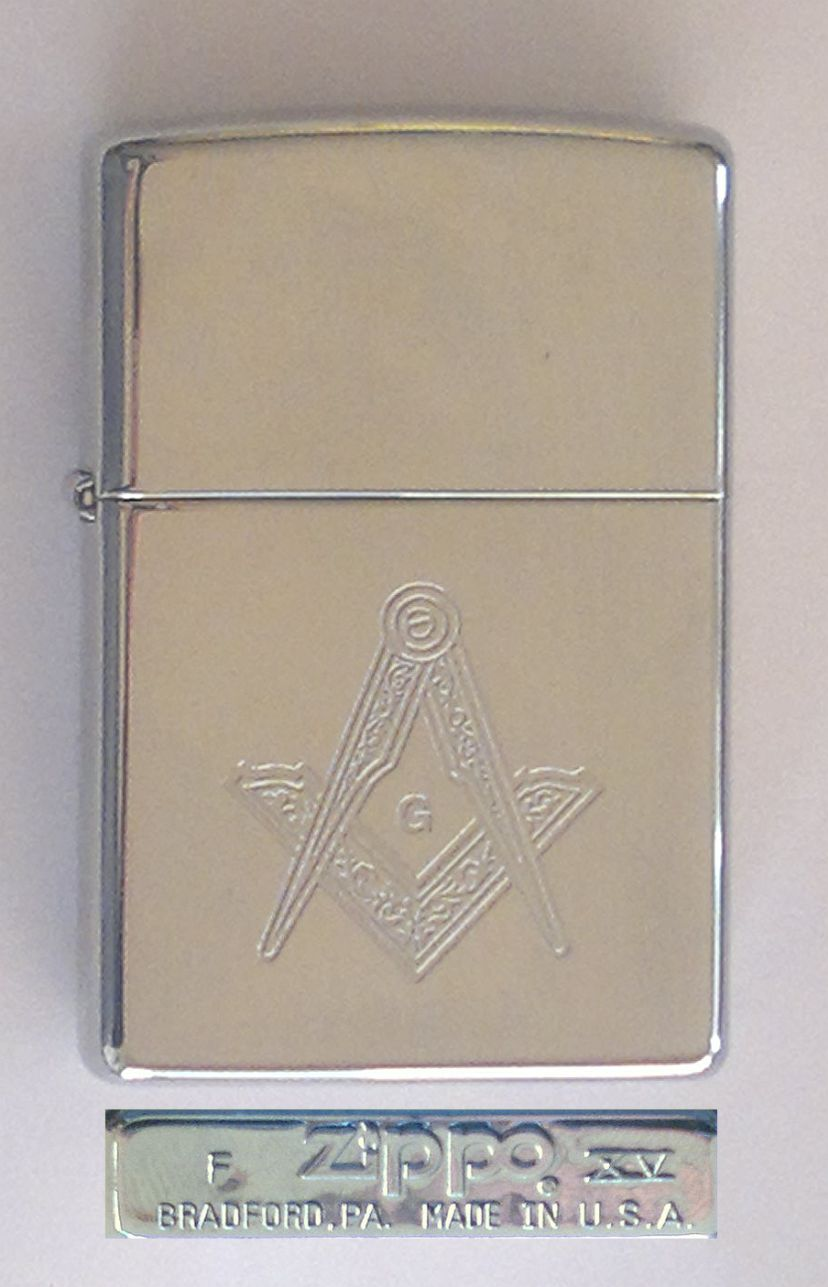
Encenedor amb emblema maçònic, marcat F ZIPPO XV (juny 1999).

Des de mitjans del 1955 Zippo va començar a incloure uns codis indicant l'any en què es va fabricar l'encenedor mitjançant l'ús de punts (.). Des 1966 fins a 1973 el codi de l'any s'identificava mitjançant combinacions de línies paral·leles (|). Des 1974 fins a 1981 el codi consistia en la utilització de línies diagonals cap endavant (/) i des del 1982 fins al juny de 1986 es van usar línies diagonals cap enrere (\).
El juliol de 1986 Zippo va començar a emprar un nou codi en tots els seus encenedors que indica el mes i l'any de producció. A l'esquerra de la part inferior es va estampar una lletra -de l'A fins a la L- simbolitzant el mes (A = Gener, B = Febrer, etc.). A la part dreta un nombre romà indicava l'any, començant amb el II el 1986. Així, un encenedor que tingués estampat 'H XI' va ser fet l'agost de 1995. Amb l'arribada del nou mil·lenni, l'any 2000 Zippo va alterar novament la codificació, canviant els nombres romans pels convencionals aràbics. Així, un Zippo fet a l'abril del 2006 quedaria com D 06.

## Les llanxes Zippo
Durant la Guerra del Vietnam, les llanxes LCM-8s van ser equipades amb llançaflames, sent anomenades 'llanxes Zippo'. Suposadament perquè el sistema d'encesa dels llançaflames era tan inestable que l'equip havia de fer servir els seus encenedors Zippo per prendre el combustible manualment.